# Philacelota sulana
Philacelota sulana är en skalbaggsart som beskrevs av Heller 1900. Philacelota sulana ingår i släktet Philacelota och familjen Melolonthidae. Inga underarter finns listade i Catalogue of Life.